# Coelinidea tenuis
Coelinidea tenuis är en stekelart som först beskrevs av Astafurova 1998.  Coelinidea tenuis ingår i släktet Coelinidea och familjen bracksteklar. Inga underarter finns listade i Catalogue of Life.